# George VI của Anh
George VI của Liên hiệp Anh (Albert Frederick Arthur George; 14 tháng 12 năm 1895 – 6 tháng 2 năm 1952) là Quốc vương của Vương quốc Liên hiệp Anh và các quốc gia tự trị của Anh từ ngày 11 tháng 12 năm 1936 cho đến khi ông qua đời vào năm 1952. Ông đồng thời là Hoàng đế Ấn Độ cuối cùng cho đến tháng 8 năm 1947, khi Raj thuộc Anh bị giải thể.
Được biết đến với cái tên "Bertie" trong Vương tộc và những người bạn thân của mình, George VI được sinh ra dưới thời trị vì của bà cố, Victoria của Anh và được đặt tên theo ông cố, Albrecht xứ Sachsen-Coburg và Gotha. Là con trai thứ hai của Quốc vương George V, Bertie không được mong đợi sẽ là người kế vị ngai vàng và đã trải qua những năm đầu đời dưới cái bóng của người anh trai, David. Thời niên thiếu, ông theo học trường Cao đẳng Hải quân và phục vụ trong Hải quân Vương thất Anh và Không quân Vương thất Anh trong Chiến tranh thế giới thứ nhất. Năm 1920, Vương tôn được phong làm Công tước xứ York. Ông kết hôn với Elizabeth Bowes-Lyon vào năm 1923, và họ có hai cô con gái, Elizabeth và Margaret. Vào giữa những năm 1920, Vương tôn Albert đã được trị liệu ngôn ngữ cho chứng nói lắp, nhưng không hoàn toàn hồi phục. Anh trai của Albert lên ngôi với tên gọi Edward VIII sau khi cha ông qua đời vào năm 1936. Cuối năm đó, anh trai của ông, Edward VIII, thoái vị để kết hôn với một người Mỹ đã ly hôn hai lần, Wallis Simpson, và George đã trở thành Quốc vương thứ ba của Vương tộc Windsor.
Vào tháng 9 năm 1939, Đế quốc Anh và hầu hết các quốc gia thuộc Khối thịnh vượng chung—trừ Ireland—tuyên chiến với Đức Quốc xã trong Chiến tranh thế giới thứ hai. Tiếp theo là tuyên chiến với Vương quốc Ý và Đế quốc Nhật Bản vào năm 1940 và 1941. George được coi là người chia sẻ những khó khăn của những người bình thường và sự nổi tiếng của ông đã tăng vọt. Cung điện Buckingham đã bị đánh bom trong cuộc oanh kích Blitz khi Quốc vương và Vương hậu đang ở đó, và em trai của ông, Công tước xứ Kent, đã bị giết khi đang tại ngũ. George được biết đến như một biểu tượng của quyết tâm giành chiến thắng trong cuộc chiến của người Anh. Anh và khối đồng minh đã giành chiến thắng vào năm 1945, nhưng Đế quốc Anh đã suy yếu. Ireland phần lớn đã tan rã, tiếp theo là sự độc lập của Ấn Độ và Pakistan vào năm 1947. George từ bỏ danh hiệu Hoàng đế Ấn Độ vào tháng 6 năm 1948 và thay vào đó, sử dụng danh hiệu mới là Nhà lãnh đạo Khối thịnh vượng chung. Ông đã bị bủa vây bởi các vấn đề sức khỏe liên quan đến hút thuốc trong những năm cuối cùng dưới thời trị vì của mình và qua đời trong giấc ngủ do chứng huyết khối động mạch vành ở tuổi 56 vào năm 1952. Ông được kế vị bởi con gái của mình, Elizabeth II.

## Thời thơ ấu

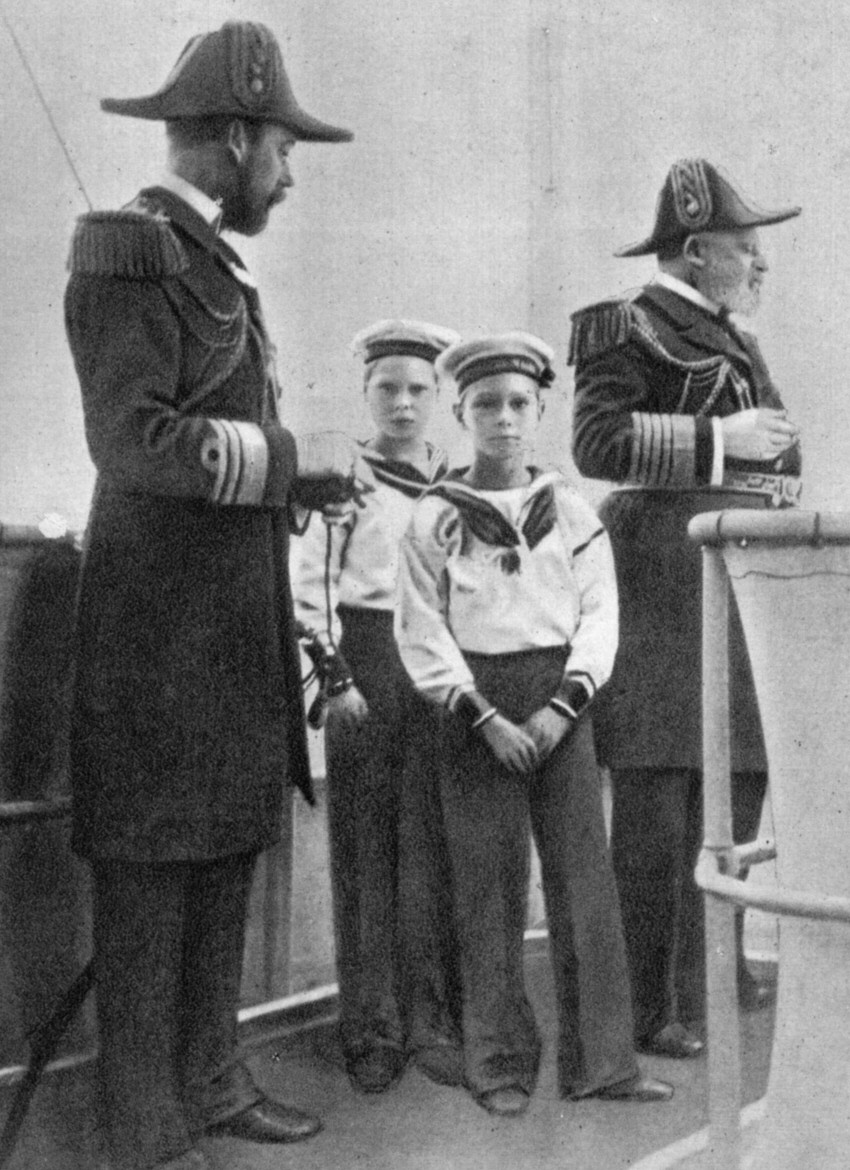
Bốn vị Quốc vương: Edward VII (ngoài cùng bên phải); con trai của ông là George, Thân vương xứ Wales, sau này là George V (ngoài cùng bên trái); và các cháu trai là Edward, sau này là Edward VIII (phía sau); và Albert, sau này là George VI (phía trước), khoảng năm 1908.

George VI được sinh ra tại Tư gia York, tại Điền trang Sandringham ở Norfolk dưới thời trị vì của bà cố là Victoria của Anh. Cha của ông là Vương tử George, Công tước xứ York (sau này là Quốc vương George V), con trai thứ hai và là người con lớn tuổi nhất còn sống của Thân vương và Vương phi xứ Wales (sau này là Quốc vương Edward VII và Vương hậu Alexandra). Mẹ của ông là Mary xứ Teck (sau này là Vương hậu Mary), là con đầu lòng và cũng là người con gái duy nhất của Franz xứ Teck và Mary Adelaide xứ Cambridge. Sinh nhật của ông, ngày 14 tháng 12 năm 1895, là kỷ niệm 34 năm ngày mất của ông cố là Albrecht xứ Sachsen-Coburg và Gotha. Không rõ trong hoàn cảnh như thế nào mà Victoria của Anh nghe được tin Albert chào đời, nhưng Thân vương xứ Wales đã viết thư cho Công tước xứ York, kể rằng Nữ vương đã "khá đau khổ". Hai ngày sau, ông lại viết: "Cha nghĩ rằng bà ấy sẽ cảm thấy hài lòng nếu con tự đề nghị cái tên Albert với bà ấy."
Nữ vương đã rất buồn trước đề xuất đặt tên cho đứa trẻ mới chào đời là Albert, và đã viết cho Nữ công tước xứ York: "Ta cảm thấy khó chịu khi nhìn thấy đứa trẻ mới chào đời đó, nó sinh vào một ngày buồn nhưng lại thấy đáng quý, đặc biệt là khi nó được gọi bằng một cái tên chứa đựng sự tuyệt vời và tốt đẹp." Do đó, ba tháng sau, ông được rửa tội với tên "Albert Frederick Arthur George" tại Nhà thờ Thánh Mary Magdalene gần Sandringham vào ngày 17 tháng 2 năm 1896. Trong gia đình, ông thường được gọi là "Bertie". Nữ công tước xứ Teck không thích cái tên đầu tiên mà cháu trai của bà đã được đặt, và bà đã hy vọng rằng chữ cuối (George) sẽ được "thay thế cho cái chữ ít được ưa chuộng kia". Khi sinh ra, Albert là người thứ tư trong danh sách kế vị ngai vàng Anh Quốc, sau ông nội, cha và anh trai của ông, Edward.
Ông thường xuyên đau ốm và được mô tả là "dễ sợ hãi và dễ rơi nước mắt". Cha mẹ của ông thường loại bỏ sự nuôi dạy hàng ngày cho con cái họ, như là chuẩn mực trong các gia đình quý tộc của thời đại đó. Ông mắc chứng nói lắp kéo dài nhiều năm. Mặc dù thuận tay trái bẩm sinh, ông buộc phải viết chữ bằng tay phải, như một thói quen phổ biến vào thời điểm đó. Ông bị các vấn đề về dạ dày mãn tính cũng như nhức đầu gối, do đó ông buộc phải dùng tới nẹp chân để sửa tướng. Victoria của Anh qua đời vào ngày 22 tháng 1 năm 1901, và con trai của bà là Thân vương xứ Wales, đã kế vị ngai vàng và lên ngôi Quốc vương Edward VII. Albert trở thành Vương tử, vươn lên vị trí thứ ba trong danh sách kế vị, sau cha và anh trai của mình.

## Sự nghiệp quân sự và giáo dục
Từ năm 1909, Albert theo học tại Cao đẳng Hải quân hoàng gia, Osborne, với cương vị thiếu sinh quân. Năm 1911, ông đứng hạng bét trong kì kiểm tra cuối cùng, nhưng bất chấp điều đó, ông vẫn được đưa đến Cao đẳng Hải quân hoàng gia, Dartmouth. Khi tổ phụ, Edward VII, qua đời năm 1910, cha của Albert nối ngôi, đó là Quốc vương George V. Vương huynh của Albert là Edward được tấn phong Thân vương xứ Wales, và Albert đứng thứ hai trong danh sách kế ngôi.
Albert dành sáu tháng đầu năm 1913 trên con tàu HMS Cumberland ở miền Tây Ấn Độ và bờ biển phía đông Canada. Ông được phong làm chuẩn úy hải quân trên con tàu HMS Collingwood ngày 15 tháng 9 năm 1913, và dành ba tháng ở Địa Trung Hải. Các sĩ quan đồng nghiệp gọi ông bằng biệt danh "Mr. Johnson". Ba năm sau khi ông gia nhập hải quân, Chiến tranh thế giới thứ nhất bùng nổ. Ông đã tham gia chiến đấu trên tàu Collingwood trong trận Jutland (31 tháng 5 – 1 tháng 6 năm 1916). Đây là một trận đánh bất phân thắng bại với Hải quân Đế quốc Đức và cũng là trận hải chiến lớn nhất trong Chiến tranh thế giới thứ nhất. Albert được tuyên dương sau trận này. Nhưng ông không tham dự 1 trận hải chiến nào nữa, nguyên nhân chủ yếu là do ông bị loét tá tràng, phải đi phẫu thuật vào tháng 11 năm 1917.

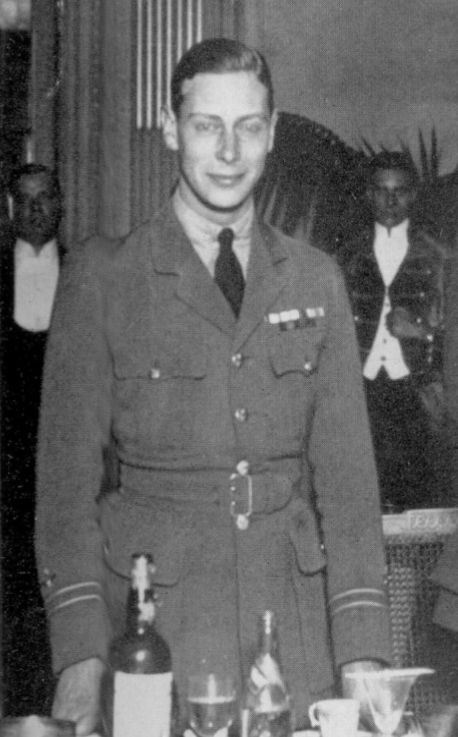
Albert tại 1 bữa tiệc của không quân (1919).

Tháng 2 năm 1918, Albert được ủy nhiệm làm Sĩ quan Quản lý Các Thanh niên (Officer in Charge of Boys) tại Cranwell, căn cứ huấn luyện của Bộ phận Không quân – Hải quân Hoàng gia Anh. Hai tháng sau, Không quân Hoàng gia Anh ra đời, căn cứ Cranwell được Bộ Hải quân chuyển giao cho Bộ Không quân. Albert cũng thuyên chuyển từ Hải quân Hoàng gia sang Không lực Hoàng gia. Ông giữ chức Phi đoàn trưởng Phi đoán 4 thuộc Không đoàn Các chàng trai (Boys' Wing) ở Cranwell tới tháng 8 năm 1918, rồi được điều về học ở trường thiếu sinh quân Không lực Hoàng gia tại St Leonards-on-Sea. Ông hoàn tất một khóa huấn luyện dài 15 ngày, sau đó lãnh chức phi đoàn trưởng một phi đoàn của Không đoàn Thiếu sinh quân (Cadet Wing).
Albert tỏ ý nguyện tham gia cuộc chiến trên mặt trận Tây Âu, và được cho vào bộ tham mưu của tướng Hugh Trenchard ở Pháp. Ngày 23 tháng 10 năm 1918, ông bay qua eo biển Anh rồi đáp xuống Autigny. Trong những tuần lễ cuối cùng của cuộc chiến, ông làm việc trong bộ tham mưu Lực lượng Không quân Độc lập (Không quân Hoàng gia Anh) tại hành dinh Nancy (Pháp). Tháng 11 năm 1918, Lực lượng Không quân Độc lập giải thể, Albert ở lại Châu Âu lục địa 2 tháng làm sĩ quan tham mưu Không lực Hoàng gia, rồi mới về Anh. Ông đã tháp tùng Albert I của Bỉ ca khúc khải hoàn về Bruxelles ngày 22 tháng 11. Ngày 31 tháng 7 năm 1919, Albert được trao chứng chỉ phi công; sang hôm sau ông nhận chức phi đoàn trưởng. Ông là tôn thất hoàng gia Anh nhận văn bản xác nhận trình độ chuyên môn của một phi công.
Tháng 10 năm 1919, Albert nhập học cao đẳng Trinity (Cambridge), ở đây ông học lịch sử, kinh tế và dân sự 1 năm. Sử gia R. V. Laurence làm "giảng viên chính thức" của ông. Ngày 4 tháng 6 năm 1920, Quốc vương George phong Albert làm công tước xứ York, bá tước xứ Inverness và nam tước Killarney. Ông cũng tích cực tham gia các phận sự của hoàng gia. Thay mặt Quốc vương George V, Albert đã nhiều lần đi thăm các mỏ than, các công xưởng và các đoạn toa xe. Qua những chuyến đi này ông được đặt biệt hiệu là "vương tử công nghiệp (Industrial Prince). Tuy nhiên, Albert có tật nói lắp, nhút nhát và lúng túng, khiến ông kém xa anh cả Edward với sức ấn tượng đối với công chúng. Nhưng Albert cũng hay chơi thể thao và đặc biệt ưa chuộng quần vợt. Năm 1926, ông tham dự Giải Vô địch Wimbledon, chơi đôi nam cùng với người cố vấn thân thiết là Louis Greig. Hai ông bị cặp cựu vô địch Herbert Roper Barrett và Arthur Gore đánh bại ngay từ vòng đầu tiên. Albert cũng dành nhiều quan tâm đến đời sống của người lao động, và được bầu làm Chủ tịch Hiệp hội Phúc lợi Công nghiệp. Từ năm 1921 đến năm 1939, ông tổ chức sinh hoạt trại hè hàng năm, quy tụ 200 thanh thiếu niên thuộc các tầng lớp lao động và 200 học sinh các trường công lập.

## Hôn nhân
Trong thời đại mà tông thất hoàng gia được mong đợi sẽ kết hôn với người có dòng dõi tương xứng, hiếm ai có được quyền tự do chọn vợ tương lai như Albert. Ông từng yêu say đắm một phụ nữ Úc đã có chồng là Sheila, Lady Loughborough, nhưng cuộc tình này kết thúc vào tháng 4 năm 1920 khi Quốc vương George V ép Albert dừng tiếp xúc với Sheila, đổi lại Quốc vương sẽ thưởng cho ông tước vị Công tước xứ York. Cùng năm này, Albert gặp Lady Elizabeth Bowes-Lyon, con gái út của Bá tước xứ Strathmore và Kinghorne. Đây là lần gặp gỡ đầu tiên của hai người kể từ thuở bé. Ông đã quyết định cưới cô ấy.

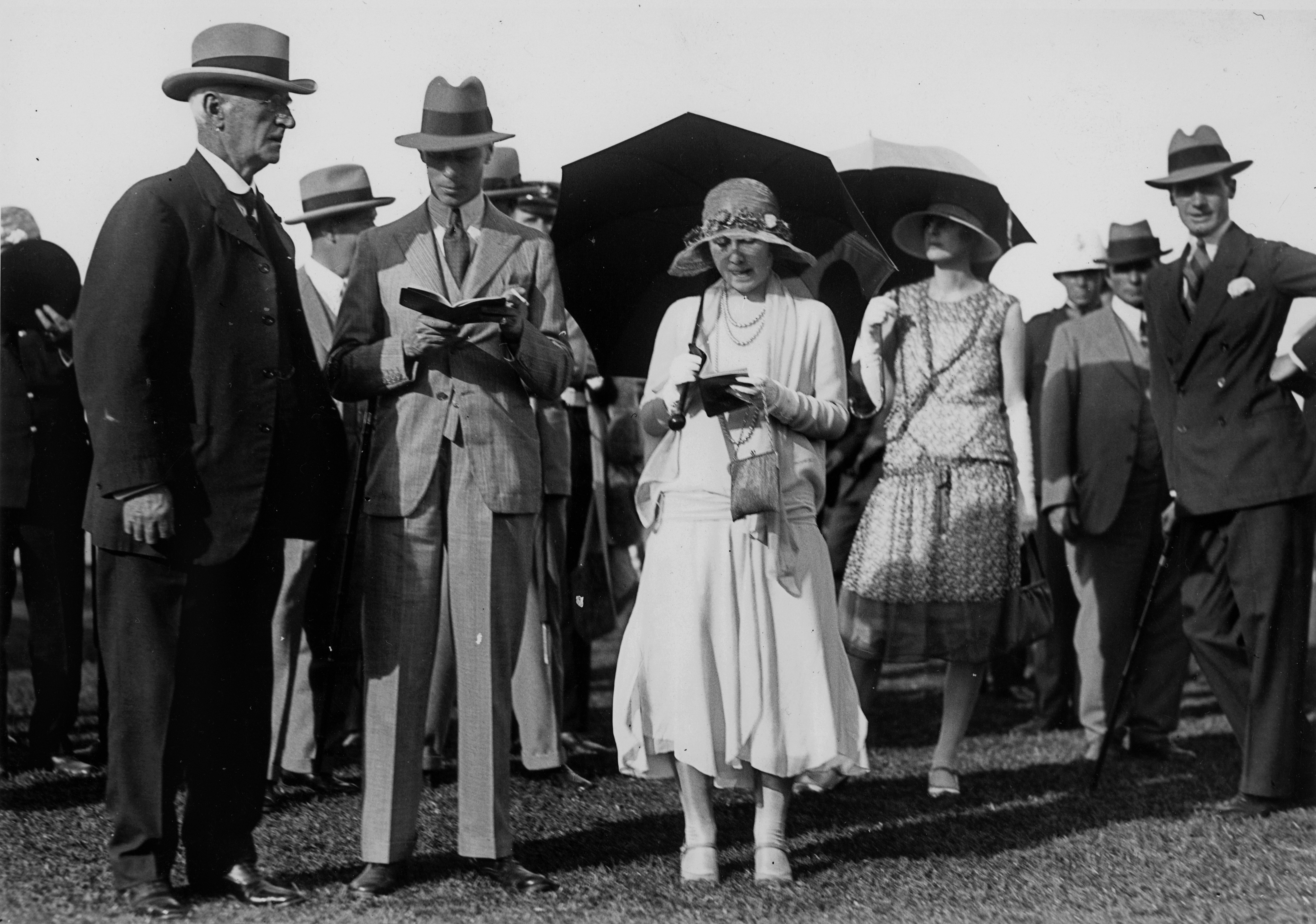
Albert và Elizabeth (ở giữa, đều đang đọc) tại trường đua ngựa Eagle Farm, Brisbane, 1927.

Mặc dù Lady Elizabeth là hậu duệ của vua Robert I của Scotland và Henry VII của Anh, tuy nhiên, theo luật của Anh, bà vẫn là một thường dân. Bà đã từ chối đề nghị của ông hai lần và do dự trong gần hai năm, vì bà không muốn hy sinh cuộc sống bình yên của mình để trở thành một thành viên vương thất. Theo lời của mẹ Lady Elizabeth, Albert sẽ "gặp trở ngại" bởi sự lựa chọn của mình, và sau một thời gian dài theo đuổi, Elizabeth đã đồng ý lấy ông.
Họ đã kết hôn vào ngày 26 tháng 4 năm 1923 tại Tu viện Westminster. Công ty phát thanh Anh vừa mới thành lập, muốn ghi lại và phát sóng lễ cưới của Albert trên đài phát thành, nhưng ý tưởng đã bị bác bỏ (mặc dù trưởng tu viện Herbert Edward Ryle đã ủng hộ). Thông qua hôn nhân, Elizabeth Công tước phu nhân xứ York. Việc Albert kết hôn với một thường dân Anh được xem là một cử chỉ hiện đại hóa.

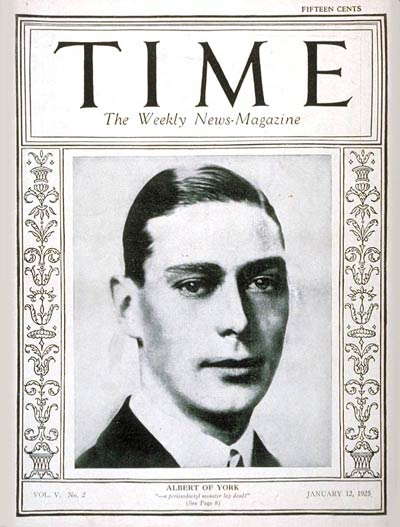
Albert trên bìa tạp chí Time, tháng 1 năm 1925.

Từ tháng 12 năm 1924 tới tháng 4 năm 1925, Công tước và Công tước phu nhân xứ York đi tuần thú Kenya, Uganda và Sudan, du hành xuyên qua kênh đào Suez và Aden. Trong chuyến tuần du này, hai người đều dự những cuộc săn thú lớn.
Do tật nói lắp của mình, Albert sợ nói trước công chúng. Diễn văn bế mạc của ông tại Triển lãm Đế quốc Anh ở Wembley vào 31 tháng 11 năm 1925 là cả một thử thách đối với diễn giả lẫn thính giả. Trải nghiệm này đã buộc Công tước phải tìm cách chữa tật nói lắp, và sau một số lần chữa trị không thành, ông tìm tới Logue vào năm 1926. Phân tích thấy sự kết hợp kém giữa thanh quản và cơ hoành của công tước, Logue cho Albert tập thở và tập thư giãn cơ. Trong quá trình tập luyện, công tước được vợ giúp đỡ rất chu đáo. Kết quả là, ông chỉ thỉnh thoảng gặp vài ngập ngừng trong lời nói. Năm 1927, trong một chuyến tuần du khắp đế quốc, ông đã nói chuyện tự tin và thực hiện vài diễn văn ở buổi khai mạc Tòa nhà Nghị viện ở Canberra (Úc) mà không bị nói lắp. Trong chuyến hành trình theo đường biển tới Úc, New Zealand và Fiji, Albert có ghé qua Jamaica, ở đây ông chơi quần vợt đôi nam với một người da đen tên Bertrand Clark. Đây là một cử chỉ khác thường trong thời đại đó, và được dân Jamaica coi là biểu hiện của sự bình đẳng giữa các chủng tộc.
Albert và Elizabeth có hai con: Elizabeth (thường được gia đình gọi là "Lilibet", sau này chính là Nữ vương Elizabeth II) và Margaret. Cả gia đình sống một cuộc sống gắn bó và hạnh phúc tại London, 145 Piccadilly. Năm 1931, Thủ tướng Canada R. B. Bennett đề xuất công tước làm Toàn quyền Canada. Quốc vương George V nghe theo Bộ trưởng Ngoại giao Phụ trách Quan hệ với các nước tự trị (Secretary of State for Dominion Affairs) J. H. Thomas, mới bác bỏ yêu cầu này.

## Ngai vàng miễn cưỡng

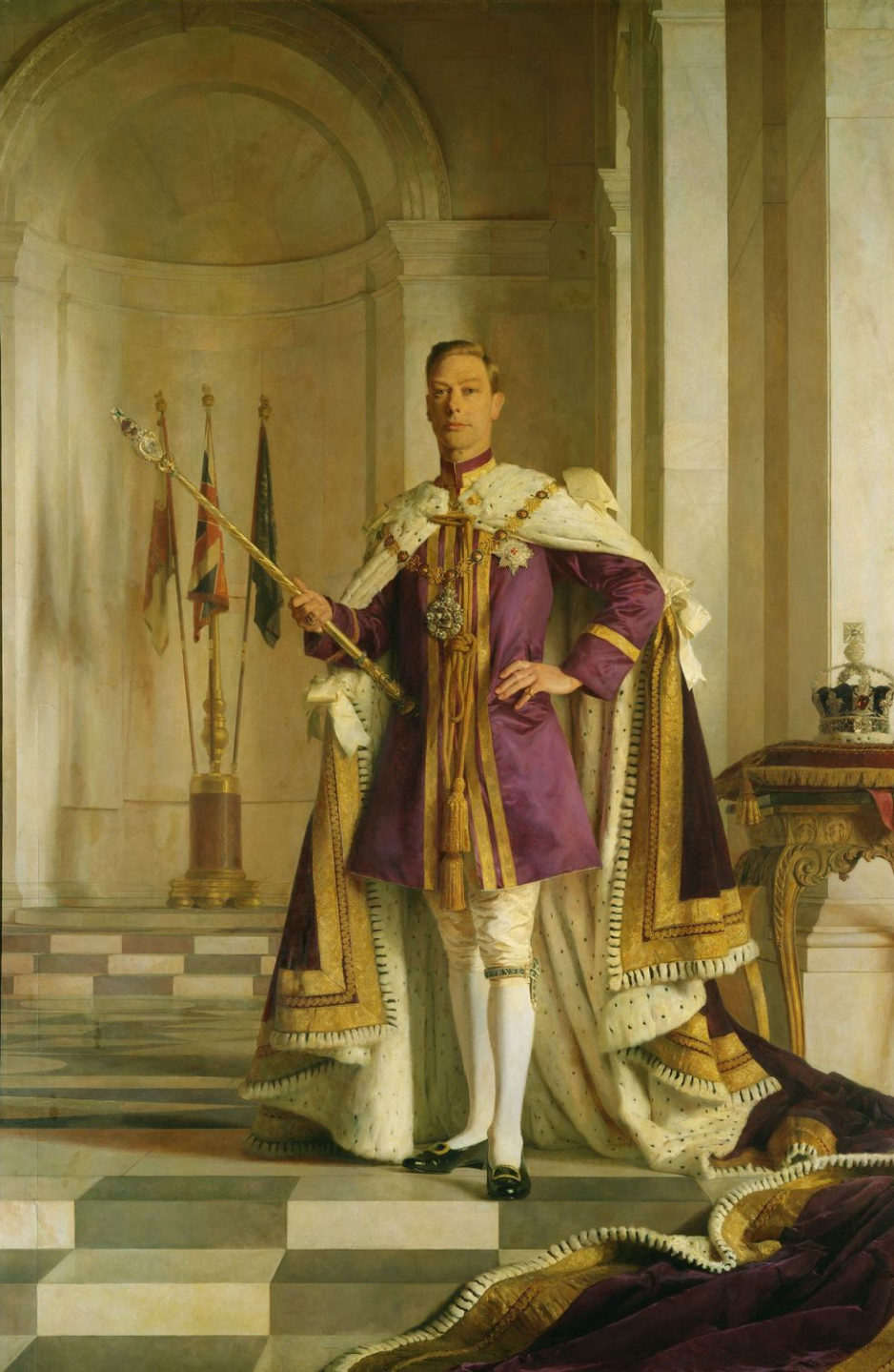
George VI cầm quyền trượng, có đính viên kim cương Cullinan I nặng 530 cara. Bên phải ông là Vương miện Nhà nước Hoàng gia có đính viên kim cương Cullinan II nặng 317,4 carat. Họa phẩm do Gerald Kelly thực hiện.

George V không ưa chuộng con trưởng là Edward. Quốc vương từng than thở: "Sau khi tôi chết, thằng nhóc sẽ tự hủy hoại bản thân trong vòng 12 tháng" và "Tôi cầu Chúa cho con trai cả tôi không lấy vợ và không có gì ngăn cản Bertie và Lilibet nối ngôi". Ngày 20 tháng 1 năm 1936, George V qua đời. Edward, Thân vương xứ Wales lên kế ngôi, tức Quốc vương Edward VIII. Thi hài George V được quàn ở Đại sảnh điện Westminster, Albert cùng 3 người em ông đã thay nhau đứng trực linh cữu Quốc vương George V trong đêm trước đám tang. Sự kiện này được gọi là Sự canh thức của các Vương tử.
Tân vương Edward VIII chưa kết hôn và chưa có con, nên Albert mặc nhiên là người thừa kế lâm thời. Chưa đầy 1 năm sau, ngày 11 tháng 12 năm 1936, Edward thoái vị. Trước đây Edward có yêu Wallis Simpson, một phụ nữ Mỹ đã ly dị người chồng đầu tiên và đang trong quá trình ly dị người chồng thứ hai. Thủ tướng Stanley Baldwin khuyên Edward nếu muốn làm Quốc vương thì không được lấy một phụ nữ đã ly dị, lại có hai người chồng còn sống. Đứng trước 2 lựa chọn, hoặc là giữ ngôi Quốc vương, hoặc là bỏ Simpson, Edward quyết định nhường ngôi cho Albert để được lấy người mình yêu. Nhưng Albert rất do dự, không muốn làm Quốc vương. Một ngày trước khi Edward tuyên bố thoái vị, Albert ghé Luân Đôn thăm mẹ là Vương mẫu hậu Mary. Albert thuật lại trong nhật ký: "Khi tôi thưa với mẹ về chuyện đã xảy ra, tôi òa lên khóc như một đứa trẻ".
Ngày Edward VIII thoái vị, quốc hội Nhà nước tự do Ireland tuyên bố xóa bỏ mọi đoạn đề cập trực tiếp tới Quốc vương khỏi hiến pháp Ireland. Ngày hôm sau, quốc hội Ireland thông qua Đạo luật Quan hệ Đối ngoại hạn chế quyền lực của Quốc vương trong việc bổ nhiệm đại diện ngoại giao tại Ireland và việc ký kết các hiệp ước đối ngoại. Đạo luật tuyên bố Quốc vương chỉ được làm các việc này dưới sự tư vấn của cơ quan hành pháp (chính phủ) Ireland. Từ đây, Nhà nước Tự do Ireland thật sự là một nước cộng hòa bên trong Khối thịnh vượng chung.
Nhà báo, nhân viên triều đình Dermot Morrah cho rằng, có một thời gian ngắn, người ta định suy xét cho con trai thứ tư của George V là Vương tử George, Công tước xứ Kent thay ngôi Edward VIII, vượt lên cả hai người anh là Vương tử Albert (cùng với trưởng nữ của ông) và Vương tử Henry, Công tước xứ Gloucester. Đề xuất này được đưa ra, có lẽ dựa trên nền tảng Vương tử George là người em duy nhất của Edward VIII có con trai là Vương tôn Edward xứ Kent.

## Buổi đầu trị vì

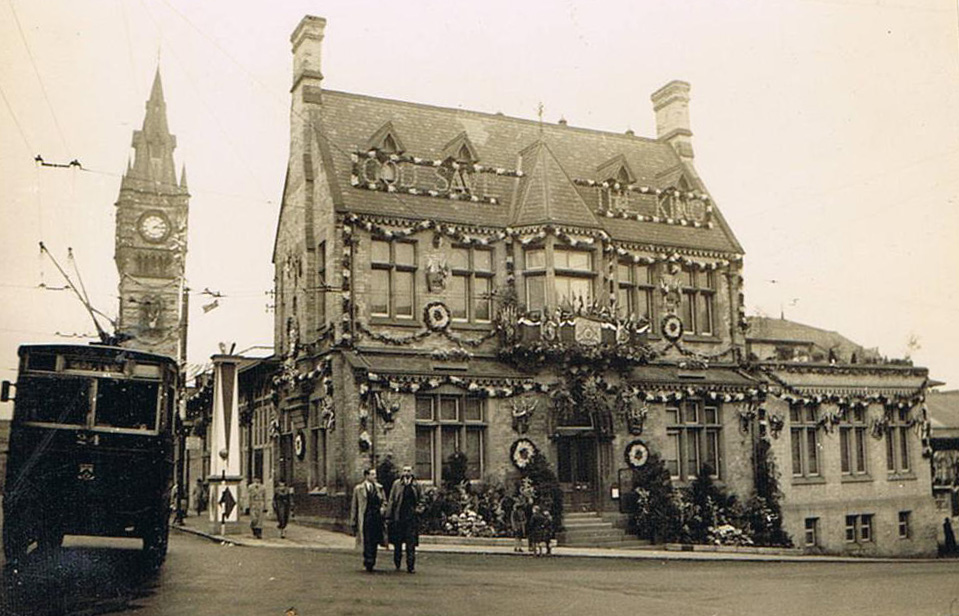
Tòa thị chính Darlington được trang hoàng nhân lễ đăng quang của George VI, năm 1937.

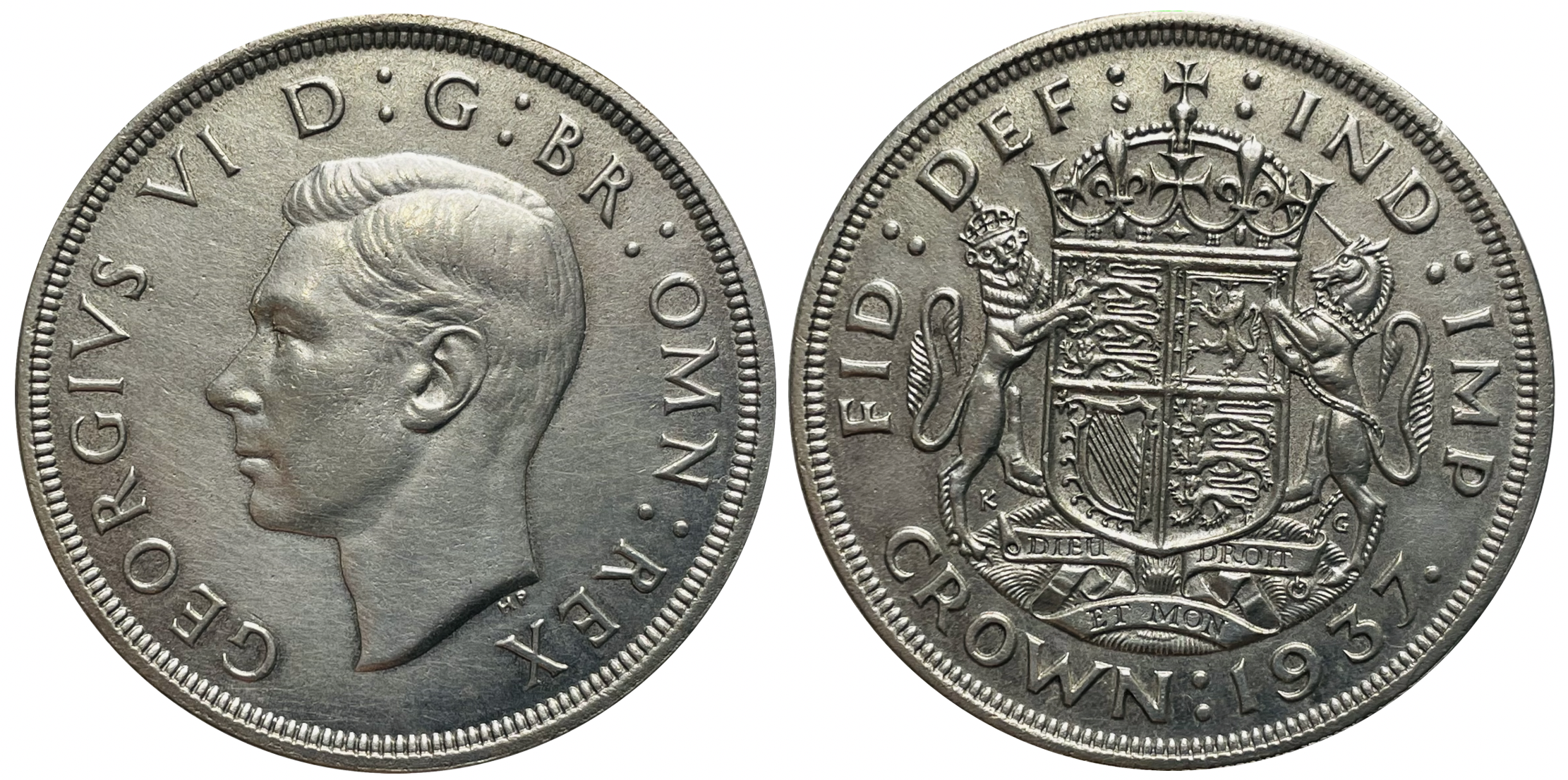
Đồng xu Crown có in hình George, năm 1937/

Albert lên ngôi, lấy vương hiệu "George VI", ý muốn khẳng định sự tiếp nối với Quốc vương George V và khôi phục lòng tin của dân vào vương triều. Buổi đầu George VI làm Quốc vương, ông phải đương đầu với nhiều câu hỏi xoay quanh việc đặt tước hiệu, danh hiệu, và địa vị mới cho Quốc vương trước. Tháng 12 năm 1936, khi tuyên bố thoái vị qua đài phát thanh, Edward đã được giới thiệu là "Vương tử Edward Điện hạ". Nhưng George VI thấy nên tước bỏ quyền sở hữu các tước hiệu, danh hiệu vương thất của Edward, kể cả kính xưng "Điện hạ". Sau cùng George quyết định ban Edward tước hiệu Công tước xứ Windsor, vẫn xưng Điện hạ, nhưng vợ con, hậu duệ đều không được hưởng địa vị vương thất. Đây cũng là việc làm đầu tiên của George trên ngôi vị Quốc vương. Sau đó, George mua Lâu đài Balmoral và Tòa nhà Sandringham từ tay Edward, vì đây là tài sản riêng của Quốc vương trước và không thể được tự động chuyển nhượng cho George. Ba ngày sau khi được nhường ngôi, nhân ngày sinh nhật thứ 41 của mình, tân vương trao tặng Vương hậu Elizabeth Huân chương Hiệp sĩ Garter.

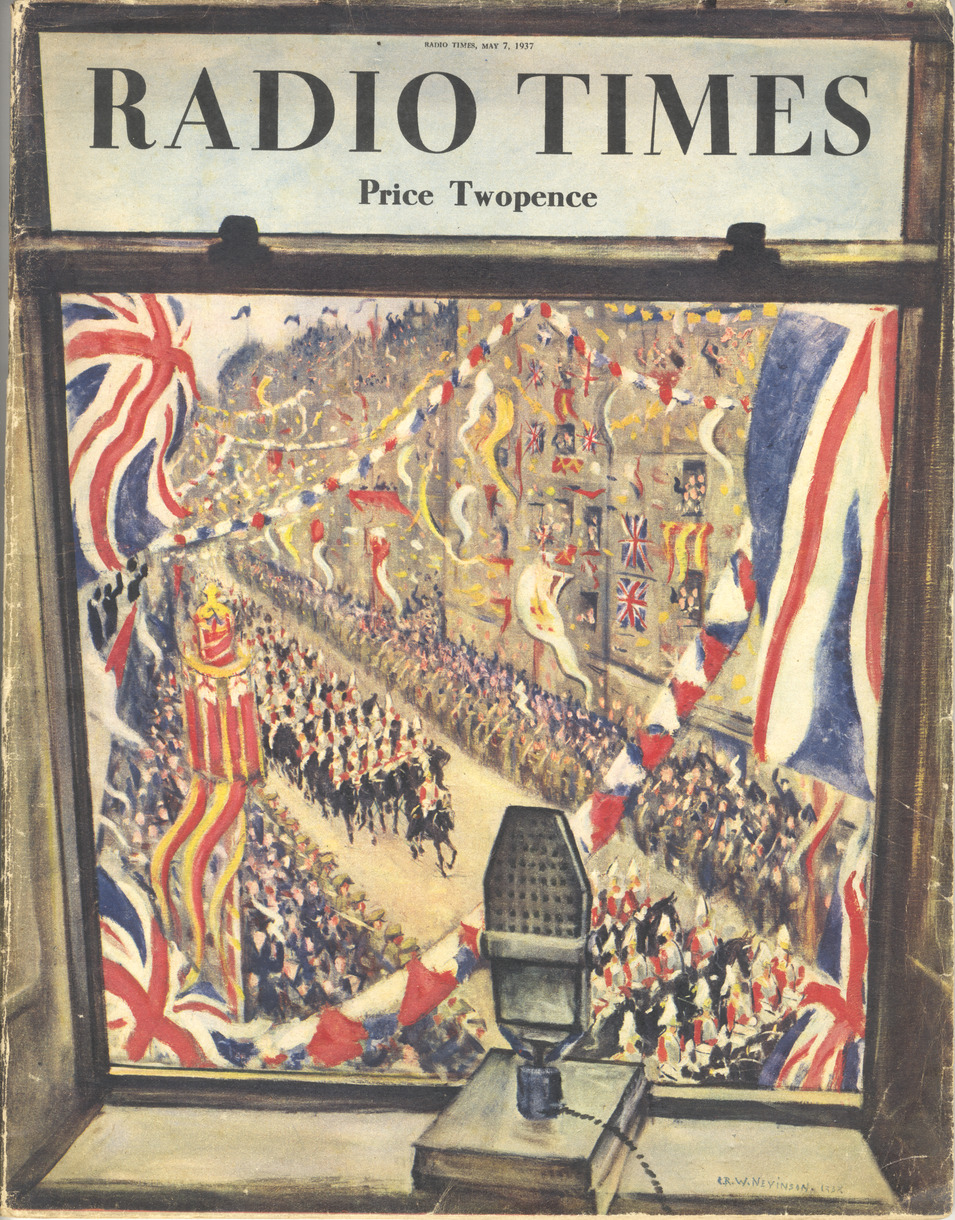
Bìa của ấn bản Radio Times ngày 7 tháng 5 năm 1937, do Christopher R. W. Nevinson vẽ, đánh dấu lễ đăng quang đầu tiên được phát sóng và một phần được phát sóng trực tiếp trên truyền hình.

Lễ đăng quang của George VI được cử hành tại Tu viện Westminster ngày 12 tháng 5 năm 1937 – cũng chính ngày này từng được dự kiến là ngày đăng quang của Edward VIII. Vương mẫu hậu Mary không theo cổ tục, thân hành đi dự lễ để động viên con trai. Từ thời Victoria của Anh, các Quốc vương Anh còn kiêm làm Hoàng đế Ấn Độ; cha của George VI là George V từng có lễ đăng quang riêng tại Delhi; nhưng George VI không làm theo, vì sợ một nghi lễ tốn kém như vậy sẽ gây gánh nặng cho chính phủ Ấn Độ. Thêm vào đó, phong trào độc lập Ấn Độ lúc này đã bùng phát rất mạnh mẽ, nên Vương thất rất có thể sẽ không nhận được sự đón chào nồng nhiệt trên vùng đất Nam Á này. George VI có hai chuyến đi tới Pháp và Bắc Mỹ, cả hai nơi này đều hứa hẹn những lợi ích lớn cho Anh Quốc nếu Âu chiến lại nổ ra.
Thời kỳ đầu làm Quốc vương của George VI đánh dấu sự gia tăng nguy cơ chiến tranh bùng nổ tại châu Âu. Quốc vương có nghĩa vụ theo hiến pháp phải hỗ trợ chính sách thỏa hiệp, xoa dịu Đức Quốc Xã của thủ tướng Neville Chamberlain. Tuy nhiên, khi Chamberlain trở về Anh sau Hiệp ước München năm 1938, Quốc vương và Vương hậu đã mời Chamberlain cùng hiện diện trên ban Cung điện Buckingham. Việc Quốc vương, Vương hậu cùng 1 chính trị gia xuất hiện trước công chúng là một sự kiện "vô tiền khoáng hậu" vì trước kia chỉ có vương thất được quyền đứng trên ban công điện Buckingham. Chính sách của Chamberlain thỏa hiệp với Đức được công chúng ủng hộ khá rộng rãi, nhưng bị một số thành viên Viện Thứ dân chống đối mạnh mẽ. Sử gia John Grigg đã phê phán việc George cộng tác với Chamberlain là "hành vi đi ngược hiến pháp nhất của một quốc quân Anh thế kỷ này".

Franklin và Eleanor Roosevelt cùng Quốc vương George VI và Vương hậu Elizabeth trên tàu USS Potomac, 9 tháng 6 năm 1939.

Từ tháng 5 đến tháng 6 năm 1939, trên cương vị là Quốc vương và Vương hậu Canada, George VI cùng Elizabeth đi tuần thú Canada, rồi sang Hoa Kỳ. Thoạt tiên hai người đến Ottawa, rồi được thủ tướng Canada William Lyon Mackenzie King dẫn đi khắp nước. George VI là quốc quân đầu tiên của Canada đi thăm Bắc Mỹ khi đang tại ngôi, dù trước đây ông từng đến Canada khi còn là Vương tử Albert và Công tước xứ York. Cả Toàn quyền Canada John Buchan (Nam tước Tweedsmuir thứ nhất, Huân tước Tweedsmuir) và Mackenzie King đều hy vọng việc Quốc vương hiện diện ở Canada sẽ đảm bảo Anh tôn trọng các điều lệ trong Đạo luật Westminster 1931, đạo luật này công nhận toàn bộ chủ quyền của các quốc gia tự trị trong đế quốc Anh. Ngày 19 tháng 5, George VI đích thân tán thành và phê chuẩn quốc thư của tân đại sứ Hoa Kỳ tại Canada, Daniel Calhoun Roper; Quốc vương còn phê duyệt 9 đạo luật quốc hội và sử dụng đại ấn Canada để ký kết hai hiệp ước quốc tế. Sử gia chính thức viết về chuyến tuần du, Gustave Lanctot, ghi nhận "Quy tắc Westminster đã hoàn toàn được đưa vào hiện thực". George VI còn đọc bài diễn văn kêu gọi "sự cộng tác tự do và bình đẳng giữa các dân tộc trong Khối thịnh vượng chung".
Chuyến thăm Bắc Mỹ của Quốc vương George VI có mục đích là xoa dịu các khuynh hướng theo chủ nghĩa cô lập trong công chúng Bắc Mỹ giữa lúc căng thẳng leo thang ở châu Âu, và đảm bảo sự ủng hộ của Bắc Mỹ đối với Anh khi chiến tranh bùng nổ. Mặc dù chuyến đi này phần nhiều mang động cơ chính trị, Quốc vương và Vương hậu được công chúng tiếp đón rất nhiệt liệt. Nỗi lo George VI sẽ bị so sánh tiêu cực với Edward VIII, nay là Công tước Windsor, bị tan biến. George VI và Elizabeth còn đi dự Hội đấu xảo quốc tế New York 1939 và gặp gỡ tổng thống Hoa Kỳ Franklin D. Roosevelt ở Nhà Trắng và tư gia ở Hyde Park, New York. Quốc vương và Vương hậu đã thiết lập mối quan hệ hữu hảo tốt đẹp với tổng thống, điều này sẽ tác động tích cực đến quan hệ giữa Hoa Kỳ với Liên hiệp Anh trong Chiến tranh thế giới thứ hai.

## Chiến tranh thế giới thứ hai
Vào tháng 9 năm 1939, Anh và các Quốc gia tự trị ngoài Ireland tuyên chiến với Đức. Năm 1940, Quân đội Đức nhanh chóng đánh bại, chinh phục Pháp và Tây Âu. Sau đó, Đức cho không quân oanh tạc vào Anh. Quốc vương George VI và Vương hậu Elizabeth ở lại Luân Đôn dù thành phố là mục tiêu của nhiều cuộc không kích của Đức. Nơi cư ngụ chính thức của hai người trong suốt chiến tranh là Cung điện Buckingham, dù cũng có nhiều lúc họ ngủ qua đêm ở Lâu đài Windsor. Đêm ngày 7 tháng 9 năm 1940, không quân Đức mở đợt oanh tạc đầu tiên vào Luân Đôn, giết khoảng 1000 cư dân, đặc biệt là ở Đầu phía Đông (East End). Ngày 13 tháng 9, Quốc vương và Vương hậu suýt mất mạng khi 2 quả bom Đức bùng nổ trong sân điện Buckingham. Vương hậu tỏ ra không nao núng, có phát biểu nổi tiếng rằng: "Tôi rất vui rằng chúng ta tôi đã bị đánh bom. Nó khiến tôi có cảm giác tôi có thể nhìn tận mắt Đầu phía Đông." Vương thất được người đương thời mô tả là luôn chia sẻ những hiểm nguy và khó nhọc với dân chúng. Họ cũng phải tuân thủ các giới hạn về khẩu phần ăn uống, sinh hoạt.

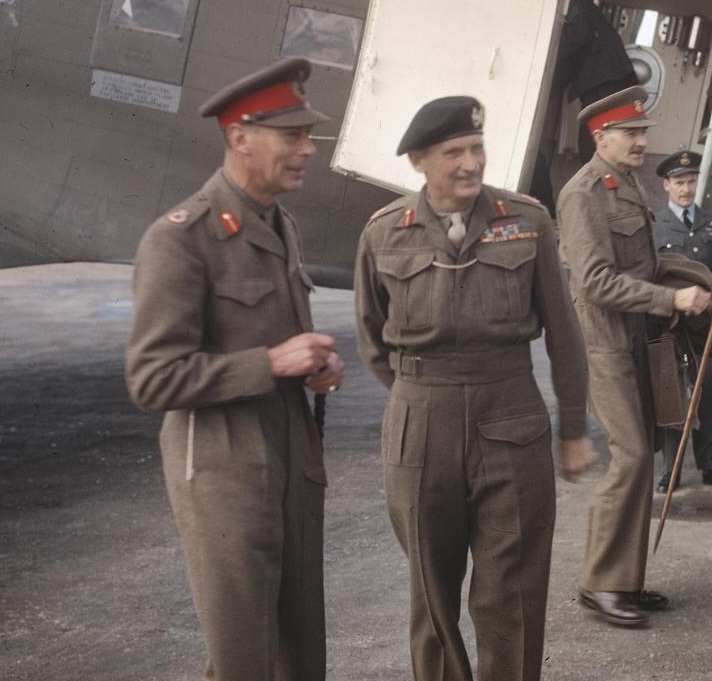
George VI (trái) cùng thống chế Bernard Montgomery (phải) ở Hà Lan, tháng 10 năm 1944.

Năm 1940, Winston Churchill thay Neville Chamberlain làm Thủ tướng Liên hiệp Anh, dù cá nhân George thích trao chức này cho Huân tước Halifax. Ban đầu Quốc vương có hơi bất đồng với quyết định của Churchill bổ dụng Huân tước Beaverbrook vào nội các; nhưng không lâu sau Quốc vương đã xây dựng mối quan hệ hợp tác rất tốt đẹp với Churchill, được coi là "mối quan hệ thân mật nhất trong lịch sử Anh hiện đại giữa Quốc vương với Thủ tướng". Trong vòng 4 năm rưỡi kể từ tháng 9 năm 1940, cứ mỗi thứ 3 hàng tuần là Quốc vương lại cùng Churchill đi ăn trưa và bí mật thảo luận về chiến tranh; hai người làm việc với nhau rất chân thành.
Trong suốt chiến tranh, Quốc vương và Vương hậu có nhiều chuyến đi khắp Liên hiệp Anh để ủy lạo tinh thần quân dân; họ viếng thăm các địa điểm bị ném bom, các xưởng quân khí, và đơn vị quân đội. Quốc vương còn đi thăm các lực lượng quân sự đóng ngoài chính quốc Anh, như ở Pháp (1939), Bắc Phi và Malta (tháng 6 năm 1943), Normandie, Pháp (tháng 6 năm 1944), miền Nam Ý (tháng 7 năm 1944) và Vùng đất thấp (tháng 10 năm 1944). Những hoạt động ủy lạo hăng hái, tích cực và thái độ kiên quyết của George và Elizabeth đã khẳng định vị trí của họ như là ngọn cờ đoàn kết quân dân Anh thời chiến. Trong một buổi họp năm 1944, thống chế Tổng tham mưu trưởng Sir Alan Brooke, tiết lộ rằng mỗi lần ông gặp thống chế Sir Bernard Montgomery, ông đều nghĩ Montgomery đang dòm ngó chức vụ của ông. Quốc vương trả lời: "Ông phải lo rằng, khi ta gặp ông ấy, ta luôn nghĩ ông ấy muốn chức vụ của ta!".
Năm 1945, sau những chiến thắng dồn dập ở Pháp và Tây Âu, liên quân Anh-Mỹ tiến vào miền tây Đức. Hồng quân Liên Xô cũng thực hiện nhiều chiến dịch lớn đánh thủng các tuyến phòng thủ Đức ở phía đông. Ngày 30 tháng 4 năm 1945, Adolf Hitler tự sát. Ngày 9 tháng 5, Đức đầu hàng vô điều kiện. Trước đó 1 hôm (8 tháng 5), người dân Anh đã ăn mừng ngày chiến thắng phát xít ở châu Âu; Quốc vương mời Churchill lên đứng trước ban công điện Buckinham, cùng hoàng gia chia vui với dân chúng. Quần chúng tụ tập trước điện, nhiều người hô to "Chúng tôi muốn có Quốc vương".
Tháng 1 năm 1946, Liên Hợp Quốc mở phiên họp đầu tiên tại Luân Đôn. George lên đọc diễn văn, khẳng định "niềm tin của chúng tôi vào các quyền bình đẳng của nam nữ và của các dân tộc lớn nhỏ".

## Từ đế quốc thành khối thịnh vương chung

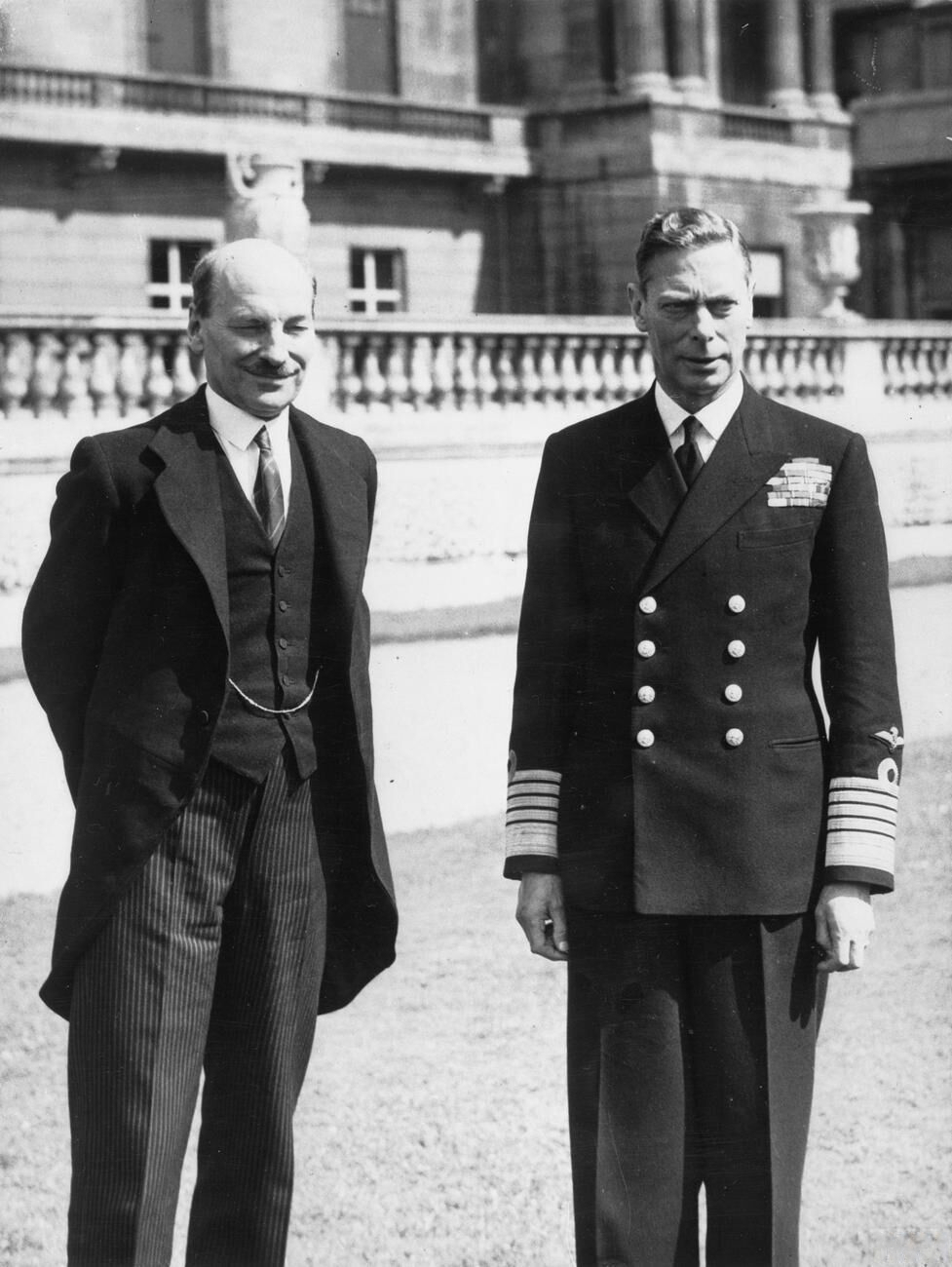
George VI (bên phải) cùng thủ tướng Anh Clement Attlee, tháng 7 năm 1945.

Thời kỳ George VI tại vị chứng kiến sự đẩy mạnh quá trình tan rã của Đế quốc Anh. Trước đây Đạo luật Westminster năm 1931 đã xác nhận các quốc gia tự trị thành những nhà nước có chủ quyền đầy đủ. Quá trình chuyển hóa của đế quốc Anh thành một liên hiệp tự nguyện giữa các nhà nước độc lập, gọi là Khối thịnh vượng chung các dân tộc (Commonwealth of Nations) có thêm nhiều dấu mốc mới sau Chiến tranh thế giới thứ hai. Trong thời gian cầm quyền của thủ tướng Clement Attlee, Ấn Độ giành độc lập, trở thành 2 quốc gia tự trị Ấn Độ và Pakistan năm 1947. George từ bỏ ngôi Hoàng đế Ấn Độ, thay vì đó giữ ngôi Quốc vương Ấn Độ và Quốc vương Pakistan. Năm 1950, ông bỏ ngôi Quốc vương Ấn Độ sau khi Ấn Độ trở thành một nước cộng hòa bên trong Khối thịnh vượng chung các dân tộc. Năm này George nhận tước hiệu Nguyên thủ Khối thịnh vượng chung. Ông tiếp tục làm Quốc vương Pakistan đến khi qua đời. Cùng thời gian đó, một số nước khác rời khỏi Khối thịnh vượng chung, ví dụ như Miến Điện tháng 1 năm 1948, Palestine (bị chia cắt giữa Do Thái và các quốc gia Ả Rập) tháng 5 năm 1948 và Cộng hòa Ireland năm 1949.
Sau khi mất Ấn Độ, Quốc vương chú tâm nhiều hơn đến việc duy trì quan hệ với nước tự trị Nam Phi. Năm 1947, George VI cùng hoàng gia đi thăm Nam Phi. Bấy giờ Liên hiệp Nam Phi đang sắp có bầu cử, nên thủ tướng Nam Phi Jan Smuts hy vọng chuyến thăm của George sẽ đem lại lợi thế chính trị giúp Smuts tái đắc cử. Tuy nhiên, George VI hoảng hồn khi chính phủ Nam Phi hướng dẫn ông chỉ bắt tay với người da trắng. Ông còn gọi các cận vệ Nam Phi của mình là "đám Gestapo". Sau chuyến thăm này, Smuts thua cuộc tổng tuyển cử Nam Phi năm 1948. Chính phủ mới Nam Phi thực hiện chính sách phân biệt chủng tộc rất hà khắc.

## Sức khỏe và qua đời
Do nghiện thuốc lá và chịu nhiều áp lực trong chiến tranh, sức khỏe của Quốc vương suy giảm rõ rệt vào cuối thập niên 1940 – đầu thập niên 1950. Ông mắc nhiều căn bệnh như ung thu phổi, xơ vữa động mạch và thuyên tắc mạch máu. Bắt đầu từ năm 1949, ông bị tắc động mạch ở chân phải, dẫn đến nguy cơ phải cắt bỏ chân phải ông (may mắn là việc này đã không xảy ra). Tháng 3 năm 1949, ông được phẫu thuật cắt đoạn dây thần kinh giao cảm lưng tại điện Buckingham. Ca phẫu thuật này được giáo sư James Learmonth tiến hành với sự hỗ trợ của giáo sư Paterson Ross, và kéo dài khoảng nửa tiếng đồng hồ. Sau lần này, Quốc vương đủ hồi phục để chủ trì cuộc họp Hội đồng Cơ mật ngày 29 tháng 3 năm 1949. Tuy nhiên, giáo sư Learmonth khuyên Quốc vương nên giảm nhịp độ sống vì nếu thuyên tắc mạch máu tái phát sẽ rất khó chữa trị. Quốc vương lui về điền trang Sandringham và sống khép kín hơn. Trong khi đó, Vương trưởng nữ Elizabeth, người thừa kế ngai vàng, và phu quanlà  Philippos, Công tước xứ Edinburgh xuất hiện nhiều hơn trong các sự kiện công chúng, cũng như các chuyến công du nước ngoài (Hoa Kỳ, Canada, Đông Phi,...).
Ngày 3 tháng 5 năm 1951, Quốc vương đứng ra khai mạc Đại hội Anh (Festival of Britain), một nỗ lực nhằm khẳng định sự phục hưng và trường tồn của nước Anh sau chiến tranh. Cuối tháng 5 năm này, ông lại bị bệnh nặng, một đội ngũ giỏi gồm Horace Evans, Daniel Davies, John Weir và Geoffrey Marshall đến khám cho Quốc vương, họ phát hiện một khối u ác tính ở phổi bên trái của Quốc vương. Ngày 23 tháng 9 năm 1951, phẫu thuật viên Clement Price Thomas làm phẫu thuật cắt bỏ phổi bên trái của Quốc vương. Quốc vương có hơi hồi sức, nhưng bị khản tiếng; do vậy, trong lễ khai mạc phiên họp quốc hội tháng 11 năm 1951, Đại Chưởng ấn Gavin Simonds thay mặt Quốc vương đọc diễn văn từ ngai vàng (speech from the throne). Năm 1951, đài phát thanh loan thông điệp Giáng sinh của Quốc vương đi toàn quốc. Trên thực tế, bài phát biểu này được ghi âm trước theo từng phần nhỏ, rồi người ta chắp vá lại.
Ngày 31 tháng 1 năm 1952, Quốc vương không theo lời khuyên của những người thân tín, thân hành đi phi trường Luân Đôn để tạm biệt Vương nữ Elizabeth và phu quân Philip, hai người đang chuẩn bị công du Úc theo đường Kenya. Sau đó Quốc vương về điền trang Sandringham; sáng ngày 6 tháng 2 năm 1952, các tôi tớ đánh thức George thì thấy Quốc vương đã qua đời. Ông qua đời trong giấc ngủ do chứng huyết khối động mạch vành ở tuổi 56. Vương nữ Elizabeth vội bay từ Kenya về Anh để nối ngôi, tức là Nữ vương Elizabeth II.
Từ ngày 9 tới ngày 11 tháng 2 năm 1952, quan tài Quốc vương George được đặt ở Nhà thờ St. Mary Magdalene, Sandringham, sau đưa về quàn ở sảnh điện Westminster. Lễ tang ông được cử hành ở Nhà nguyện Thánh George, Lâu đài Windsor vào ngày 15 tháng 2. Thoạt đầu ông được táng ở Hầm mộ Vương thất, sau được rước về Nhà nguyện Tưởng niệm Quốc vương George VI bên trong Nhà nguyện Thánh George vào ngày 26 tháng 3 năm 1969. Năm 2002, 50 năm sau khi ông mất, di hài vợ góa ông, Vương hậu Elizabeth, và tro cốt con gái út ông, Vương nữ Margaret (hai người từ trần cùng năm) được táng chung với ông trong nhà nguyện này. 20 năm sau, ngày 19 tháng 9 năm 2022, di hài con gái ông, Nữ vương Elizabeth II và chồng là Philip, Công tước xứ Edinburgh cũng được an táng trong nhà nguyện này.

## Di sản

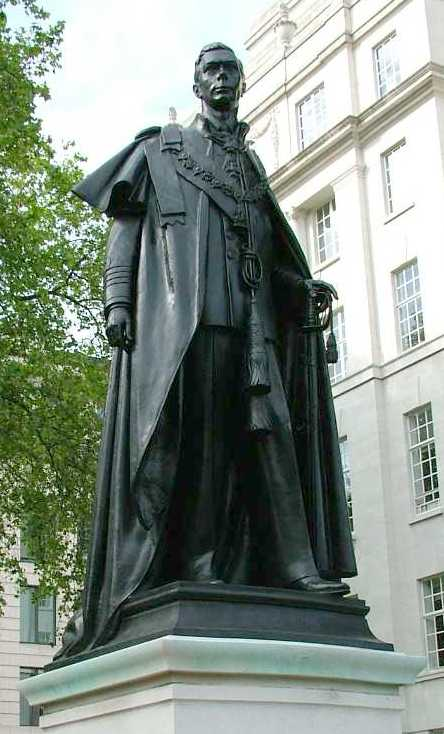
Tượng George VI trên đường Carlton Gardens, Luân Đôn.

Theo nhìn nhận của Nghị sĩ Đảng Lao động George Hardie, vụ Edward VIII thoái vị năm 1936 "có ích cho chủ nghĩa cộng hòa hơn 50 năm tuyên truyền [của những người cộng hòa]". George VI ngay sau khi nhận nhường ngôi, đã viết thư cho Quốc vương Edward rằng ông đã bất đắc dĩ tiếp quản một "ngai vàng" suy suyễn và phải "làm cho nó vững mạnh trở lại". Những lời này cho thấy tại thời điểm George lên ngôi, người dân đã mất niềm tin rất nhiều vào chế độ quân chủ. Trong thời gian tại vị của ông, dân Anh gánh chịu cuộc chiến tranh tàn khốc và uy quyền của vương thất bị thu hẹp. Tuy nhiên, bằng những hành động dũng cảm, có trách nhiệm với gia đình và đất nước, George VI đã làm quốc dân khôi phục niềm tin vào Vương triều Windsor. Sử gia Kenneth Rose, người đã biên soạn tiểu sử của George V (cha George VI), có nhận xét về George VI:
| “              | George VI không phải là nhà lãnh đạo bẩm sinh. Ông có phần nhút nhát và hay lo, cô độc và thậm chí dễ rầu rỉ. Nhưng khi đặt vào thử thách của thời chiến, ông đã biểu lộ những phẩm chất cao quý: sự kiên định, đường hoàng và thượng võ của một thời đại trước. | ” |
| — Kenneth Rose | |   |

George là người đã đặt ra thập tự chương và huy chương cùng tên ông trong thời gian Chiến tranh thế giới thứ hai, để khen thưởng những công dân có hành vi đặc biệt dũng cảm. Ông đã trao tặng thập tự chương George cho toàn bộ quân dân đảo Malta vào năm 1943, để ghi nhận sự kiên cường của dân "hòn đảo pháo đài" Malta đánh bại sự bao vây của không quân Đức-Ý. Ông còn được chính phủ Pháp truy tặng Huân chương Giải phóng năm 1960; cùng với Churchill, ông là người duy nhất nhận huân chương này sau năm 1946.
Ngày nay tên George VI được đặt cho nhiều địa danh, đường phố và trụ sở. Trong số đó này có Bệnh viện Vua George tại Luân Đôn; Hồ Vua George VI tại Surrey (Liên hiệp Anh); Đường cao tốc Vua George VI và Đại lộ Vua George tại Surrey, British Columbia (Canada); đường Kingsway (dịch nôm na là đường Quốc vương) ở Edmonton (Canada); Thềm băng George VI ở bán đảo Nam Cực; và Trường đua Vua George VI, một trường đua ngựa ở Liên hiệp Anh.
Có nhiều phim về George VI, nổi tiếng nhất là Diễn văn của nhà vua (The King's Speech), sản xuất năm 2010, đạt giải Giải Oscar cho phim xuất sắc nhất. Diễn viên Colin Firth thủ vai George VI giành được Giải Oscar cho nam diễn viên chính xuất sắc nhất.

## Danh hiệu và huy hiệu
- 14 tháng 12 năm 1895 – 28 tháng 5 năm 1898: His Highness Vương tằng tôn Albert xứ York Điện hạ
- 28 tháng 5 năm 1898 – 22 tháng 1 năm 1901: His Royal Highness Vương tằng tôn Albert xứ York Điện hạ
- 22 tháng 1 năm 1901 – 9 tháng 11 năm 1901: Vương tôn Albert xứ Cornwall và York Điện hạ
- 9 tháng 11 năm 1901 – 6 tháng 5 năm 1910: Vương tôn Albert xứ Wales Điện hạ
- 6 tháng 5 năm 1910 – 4 tháng 6 năm 1920: Vương tử Albert Điện hạ
- 4 tháng 6 năm 1920 – 11 tháng 12 năm 1936: Vương tử Albert, Công tước xứ York Điện hạ
- 11 tháng 12 năm 1936 – 6 tháng 2 năm 1952: Quốc vương Bệ hạ
  - Tại Ấn Độ thuộc Anh, 11 tháng 12 năm 1936 – 14 tháng 8 năm 1947: Hoàng thượng Bệ hạ, Đức Vua, Hoàng đế Ấn Độ[117]

Trong suốt đời mình, trải qua các địa vị là chắt Victoria của Anh, cháu nội vua Edward VII, con vua George V và em vua Edward VIII, George đã nắm giữ nhiều tước hiệu vương thất. Sau khi kế vị, ông thường được gọi đơn giản là Đức Vua (The King) hoặc Bệ hạ (His Majesty). Là vua Anh, George tự động kiêm nhiệm chức Tổng tư lệnh quân đội Anh.
| Huy hiệu của Công tước xứ York | Huy hiệu của Quốc vương Liên hiệp Anh (trừ Scotland) | Huy hiệu dùng ở Scotland | Huy hiệu dùng ở Canada |